# AEG G.IV
AEG G.IV, dérivé du AEG G.III, bimoteur triplace de bombardement et de reconnaissance de moyenne distance fut principalement employé pour des missions tactiques près du front, en raison de son infériorité en temps de vol sur les Gotha et Friedrichshafen. Il était doté de propulseurs puissants et fiables.

## Histoire
Son prototype fut mis en service en septembre 1916, rejoint par les premières machines de série en janvier 1917. Comme ses prédécesseurs sa cellule était faite en tubes d'acier soudés, recouverts d'un revêtement entoilé, le nez étant en contre-plaqué. Il possédait un poste radio; un équipement photographique pouvait être installé; l'équipage bénéficiait de combinaisons chauffantes; l'armement défensif se composait de trois mitrailleuses, une à l'avant, une à l'arrière, une troisième dans le plancher de l'habitacle tirant vers le bas. Si son emport normal était de 400 kg de bombes, il pouvait sur de courtes distances en porter 800 kg, à l'intérieur et à l'extérieur de l'avion, et 1 000 kg avec le G.IVb ! 
Initialement utilisé dans des opérations diurnes, la chasse de la Triple-Entente lui infligeant plusieurs pertes, l'obligeant à ne voler que de nuit. Il participa à de nombreux raids en France, Roumanie, Italie, Grèce.
De l'AEG G.IV furent créées trois versions : le IVb muni d'ailes de plus grande envergure avec des ailerons supplémentaires sur les ailes inférieures pour un transport plus important de bombes; le IVb-Lang, entré en production en août 1918, possédait un double empennage et les modifications apportées au IVb, mais avec deux moteurs BuS.IVa de 300 ch. Il constitua la base de conception du AEG G.V; le IVk destiné à l'attaque antichar, possédait un double empennage, l'habitacle et les moteurs protégés par des blindages, et pouvait être armé d'un ou deux canons Becker Type M2 20 mm cannon (en), mais seuls cinq IVk furent construits, qui ne furent pas engagés au front.
Le nombre d'exemplaires de G.IV construits diffère selon les sources, d'environ 300 à environ 400 appareils, mais un seul est aujourd’hui conservé, au Musée de l'aviation du Canada à Ottawa. Il n'a plus ses moteurs d'origine, d'époque, mais il  est l'unique bimoteur allemand de la Première Guerre mondiale encore existant.